# Ateuchus pauperatum
Ateuchus pauperatum là một loài bọ cánh cứng trong họ Bọ hung (Scarabaeidae).